# Ixion (mythologie)

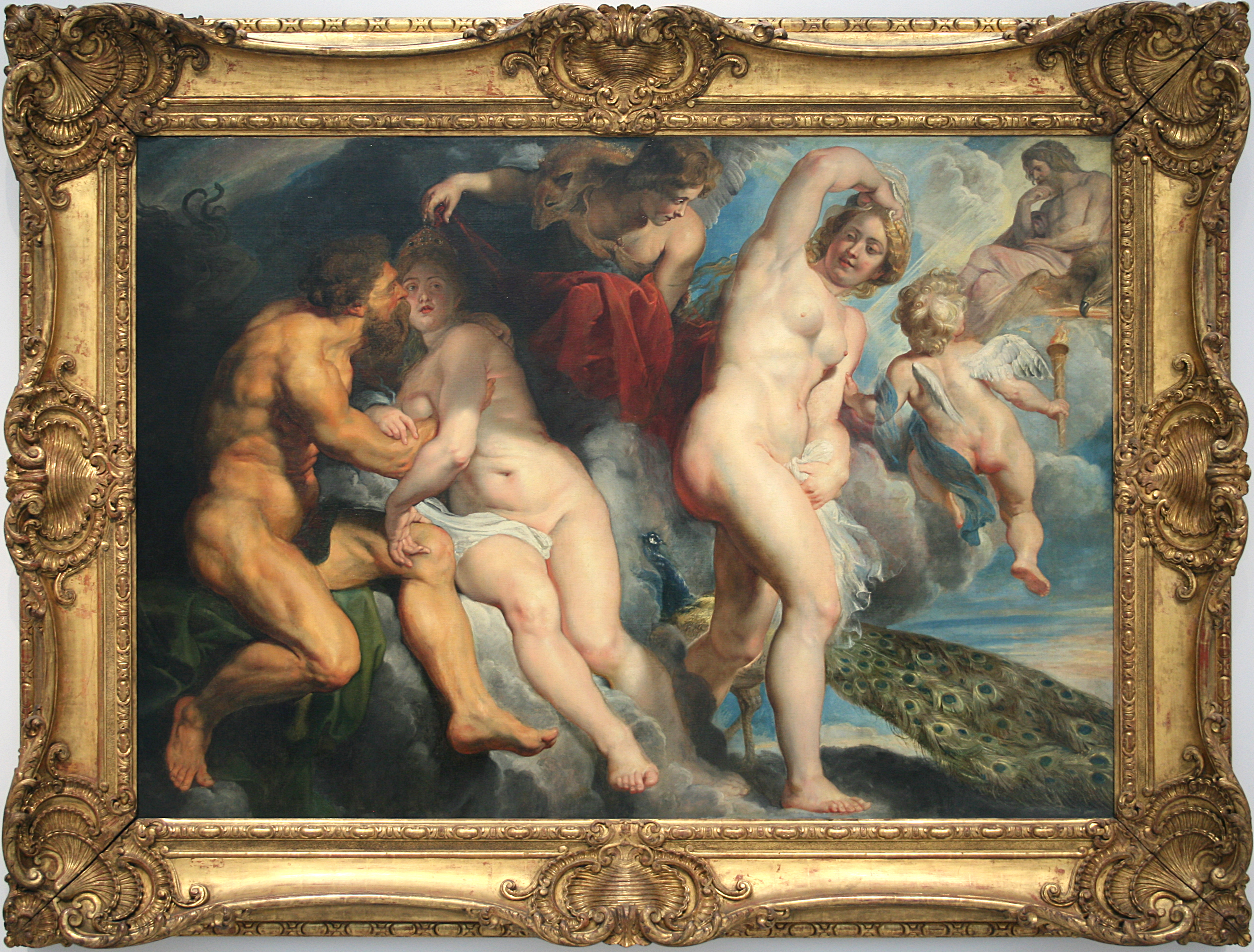
Ixion, Nephele en Hera geschilderd door Peter Paul Rubens in 1615. Collectie Louvre museum (RF 2121).

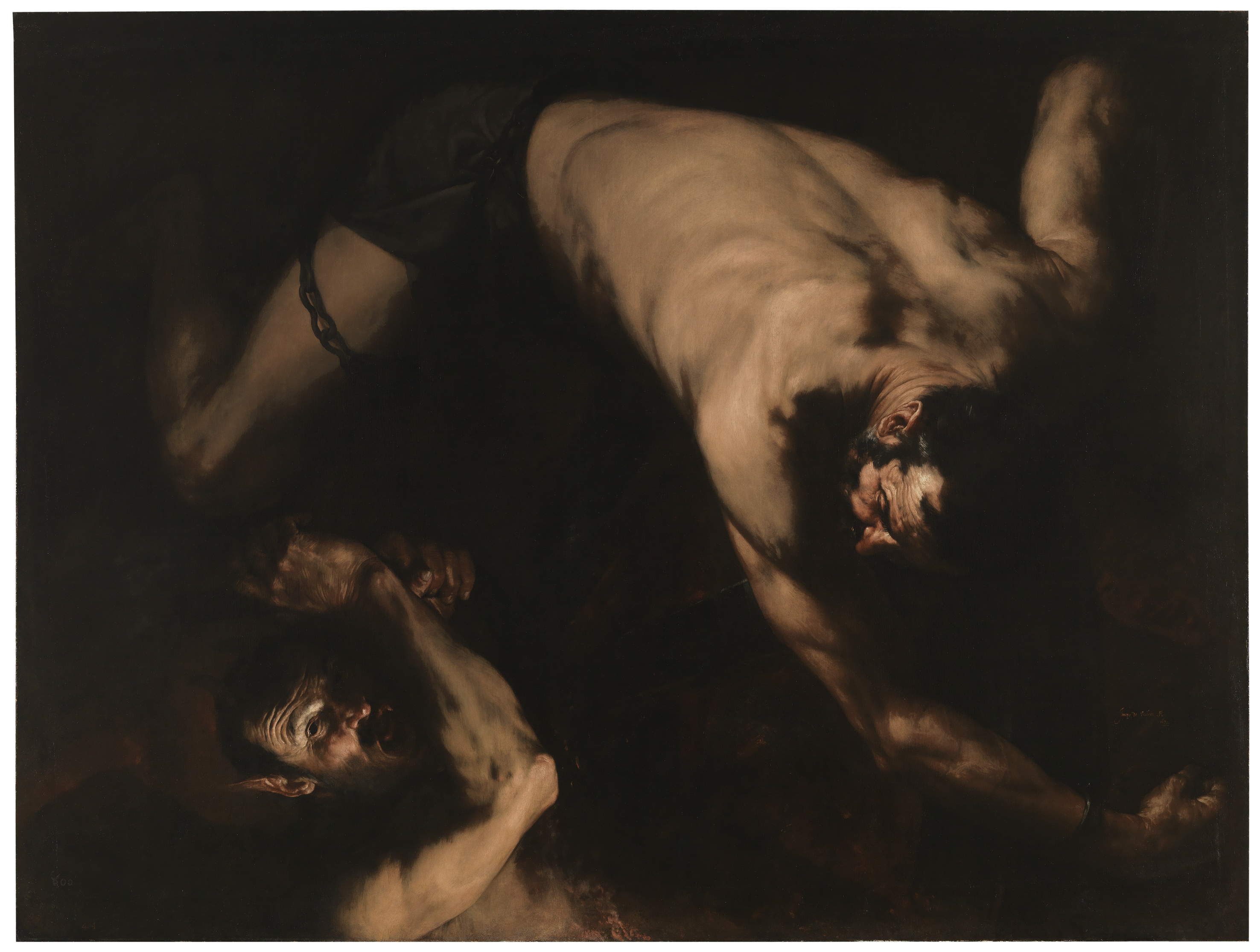
Ixion geschilderd in 1632 door José de Ribera

Ixion (Oudgrieks: Ἰξίων / Iksíōn) is een figuur uit de Griekse mythologie. In de wetenschap is er een hypothese dat in de Griekse religie van de pre-archaïsche periode Ixion een van de zonnegoden was.

## Mythe
Hij was de koning van de Lapithen, een bergvolk in Thessalië (Noordoost-Griekenland). Hij huwde met Dia, de dochter van koning Deioneus, aan wie hij een grote bruidsschat beloofde. Toen zijn schoonvader Deioneus hem na het huwelijk maande om de bruidsschat te betalen, vermoordde Ixion hem. Hij was daarmee de eerste sterveling op aarde die een bloedverwant doodde. Daarop werd hij waanzinnig en door iedereen verstoten.
Zeus zelf reinigde Ixion uiteindelijk van die bloedschuld en maakte hem zelfs tot tafelgenoot van de goden. Ixion toonde echter weinig dankbaarheid tegenover zijn weldoener, want hij probeerde diens echtgenote Hera te verleiden. Zeus verving haar toen door een wolk met de gedaante van zijn vrouw. Uit de vereniging van die wolk (Nephele genaamd) en van Ixion ontstond het monster Centaurus, de vader van de centauren.

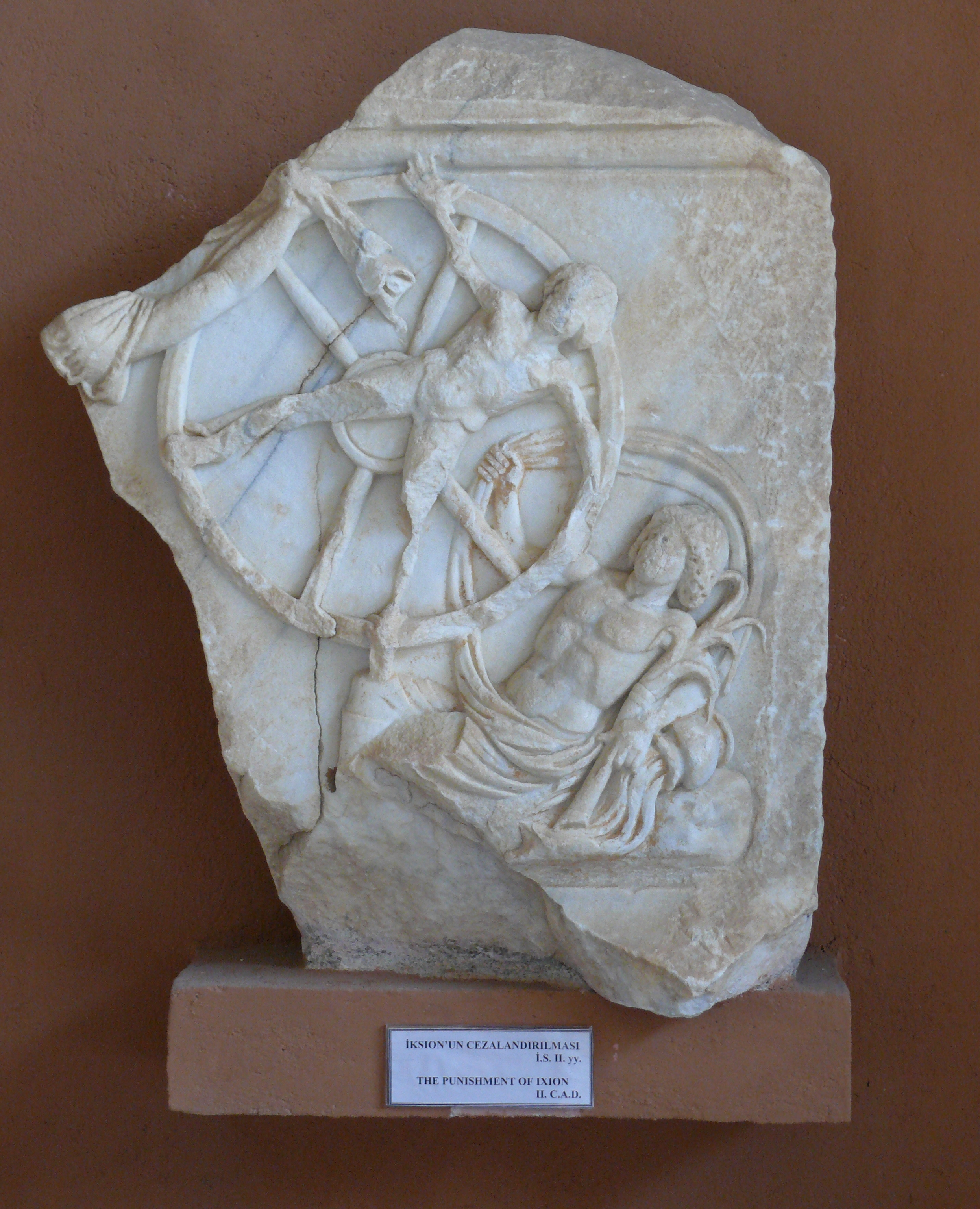
Reliëf dat de straf van Ixion voorstelt (2de eeuw n.Chr., Archeologisch museum van Side (Turkije)).

Als straf voor zijn vergrijp werd Ixion door Zeus in de Tartarus geworpen en vastgekluisterd op een vurig rad, waarop hij voor eeuwig moest ronddraaien nadat hij eerst onsterfelijk was gemaakt. Vermeld dient wel dat Zeus zelf - volgens sommige versies van de mythe - eerst de vrouw van Ixion, Dia, zou hebben verleid en dat deze hem een goddelijke bastaardzoon baarde, Pirithoüs.

## Gebruik van de mythe in de cultuur
De mythe van Ixion werd de bron van plots voor de toneelstukken van Aeschylus, Sophocles en Euripides (slechts kleine fragmenten zijn bewaard gebleven), voor schilderijen uit de oudheid en de moderne tijd. In de twintigste eeuw schreef Innokenty Annensky de tragedie "Koning Ixion". 
In de film Cloaca komt een fictief toneelstuk voor, getiteld Het rad van Ixion.
Over de verleiding van Hera door Ixion heeft Peter Paul Rubens in 1615 ook een beroemd schilderij gemaakt dat in het Louvre-Lens museum hangt.